# Gyanafa
Gyanafa (szlovénül: Ženavlje, németül: Schönabla) falu Szlovéniában a Muravidéken, Péterhegy községhez tartozik.

## Fekvése
Muraszombattól 25 km-re északra, a magyar határhoz közel,  Felsőlendva mellett fekszik. A település dombvidéki jellegű. A legutóbbi adatok szerint 99 lakója van.

## Története
Első írásos említése Gyanon alakban 1387-ből származik. Ekkor adja Zsigmond király a dobrai uradalmat Felsőlendvai Széchy Miklós nádornak.  Előbb a dobrai vár, majd a felsőlendvai uradalom részét képezte. A Széchy család fiágának kihalása után 1685-ban Felsőlendva új birtokosa Nádasdy Ferenc, Széchy Katalin férje lett. Ezután az uradalommal együtt egészen a 19. század második feléig a Nádasdyaké.
Vályi András szerint "GYANOVLA. Zsanovla. Elegyes falu Vas Vármegyében, földes Ura G. Nádasdy Uraság, lakosai katolikusok, fekszik Felső Petrótzhoz nem meszsze, Sz. Gothárdhoz 3/4 mértföldnyire határja soványas, tulajdonságai hasonlítanak Boretsához, harmadik Osztálybéli."
Fényes Elek szerint "Gyanavla, vindus falu, Vas vmegyében, a lendvai uradalomban, 140 evang. lak. Ut. p. Radkersburg."
Vas vármegye monográfiája szerint "Gyanafa, 66 házzal és 369 róm. kath. és ág. ev. vallású vend lakossal. Postája Tót-Keresztúr, távírója Csákány. Földesurai voltak a Széchenyi-, Nádasdy-, Muray- és Vidos-családok."
1910-ben 423, túlnyomórészt szlovén lakosa volt.
A trianoni békeszerződés előtt Vas vármegye Muraszombati járásához tartozott, majd a Vendvidéki Köztársaság, utána a Szerb–Horvát–Szlovén Királyság (1929-től Jugoszlávia) vette birtokba. 1941-45 között újból magyar, után ismét jugoszláv fennhatóság alá került.

## Nevezetességei
- A kis falu arról vált világhírűvé, hogy itt ért földet 1934. augusztus 18-án a sztratoszféra hősei, a belga Max Cosyns és tanítványa Nérée van der Elst léggömbje. Bronzból készült emlékművüket 1997. augusztus 18-án avatták fel a településen.
- Pünkösdi templom